# Société psychanalytique de Montréal
La Société psychanalytique de Montréal (SPM) est une section francophone, créée en 1969, de la Société canadienne de psychanalyse. Elle  est adhérente de l'Association psychanalytique internationale.

## Historique
La Société psychanalytique de Montréal est issue du Club psychanalytique de Montréal, créé en 1946. Elle est reconnue par l'Association psychanalytique internationale en 1957. Pour des raisons linguistiques et géographiques, il devient nécessaire de créer plusieurs branches de l'Institut de psychanalyse, en 1968, puis plusieurs sociétés psychanalytiques, notamment une seconde société anglophone à Montréal, qui prend le nom de Canadian Psychoanalytic Society-Quebec English (1969), suivi par une société également anglophone à Toronto, la Toronto Psychoanalytic Society (1969).
Ainsi, le 9 octobre 1969, le groupe psychanalytique francophone prend institutionnellement le nom de « Société psychanalytique de Montréal », présidée par Jean-Louis Langlois ; sa première rencontre a lieu le 24 novembre 1969. Ce n'est qu'en 1997 que la société accède, comme les autres sections, à une autonomie institutionnelle et financière par rapport à la Société canadienne de psychanalyse.
Elle a été au départ influencée par des psychanalystes formés à Paris : Jean Bossé, Claude Brodeur, Roger Dufresne et Jean-Louis Saucier. La Société psychanalytique de Montréal maintient des liens avec les autres sociétés psychanalytiques francophones, dans l'organisation des  congrès des psychanalystes de langue française (CPLF), dont plusieurs se sont tenus à Montréal, en 1994, 2000 et 2014.
Elle édite depuis 1988 le Bulletin de la SPM.